# John G. Topliss
John Gordon Topliss (* 3. Juni 1930; † 19. März 2021 in Ann Arbor) war ein britischer Chemiker, der bei Schering-Plough und bei Warner-Lambert beschäftigt war und an der Entwicklung und Vermarktung von 20 durch die FDA zugelassenen Arzneistoffen beteiligt war, darunter Flutamid, Quinapril und Atorvastatin. Nach seiner Zeit in der Industrie wurde er 1992 Professor für Medizinische Chemie an der Universität Michigan.

## Leben

### Werdegang
Topliss wurde als Kind von Ivy und Leonard Topliss in einem kleinen Dorf in England geboren. Mit 11 Jahren erhielt er als einziger von 35 Kameraden ein Stipendium. Das führte zu den Titeln Bachelor of Science (1951)  und Ph.D. (1954) an der Universität Nottingham. Er ging danach als Postdoc an die Königliche Technische Hochschule (KTH) von Stockholm und an die Columbia University (New York). 1957 begann er sein privatwirtschaftliches Wirken bei Schering als synthetisch-medizinischer Chemiker. Im nächsten Jahr heiratete er seine Frau Geraldine, die ebenfalls Chemikerin war. 1979 wechselte er als Direktor der Chemie, später Vize-Präsident, zu Warner-Lambert. Durch seine einschlägigen Arbeiten wurde er 1986 in die AAAS aufgenommen. Im Alter von 62 ging er als Professor zurück in die Universität, um an den Zusammenhängen zwischen der Struktur von Arzneistoffen und ihrer Resorption im Menschen zu forschen.

### Privatleben
Topliss hatte zwei Söhne und drei Enkelkinder. Man beschrieb ihn als nachdenklich, freundlich, geduldig und großzügig. Mit seinen Söhnen spielte er Tennis und bereiste viele westliche Staaten der USA und von Europa. Topliss war außerdem ein Liebhaber von Kammermusik, gutem Essen, Wein und Fußball.

### Wirken
Bekannt wurde Topliss vor allem durch seine Arbeiten zu Struktur-Wirkungs-Beziehungen von Arzneistoffen und dazu entwickelten Entscheidungshilfen für Chemiker, die an der Entwicklung neuer Arzneistoffe arbeiten. Diese zielten darauf ab, insbesondere in frühen Phasen der Entwicklung die Wirkstärke schnell nach oben zu treiben und werden bis heute angewendet. Dazu entwarf Topliss als Leitfaden für die Vorgehensweise den nach ihm benannten Topliss-Entscheidungsbaum. Der Zeitersparnis in der Syntheseentwicklung dient das Topliss-Schema, bei dem ausgehend von einem Set aus fünf synthetisierten ähnlichen Substanzen anhand der jeweils gemessenen biologischen Aktivität im Abgleich mit definierten Attributkombinationen das nächste zu synthetisierende Substanz-Set festgelegt wird. Außerdem verhalf er Warner-Lambert durch erstmalige Anwendung der DIVERSOMER-Technologie zu großem Erfolg, einer Methodik, die auf schnelle und automatisierbare Weise Festphasensynthese in der Pharmabranche etablierte.

### Auszeichnungen
- 1998: Division of Medicinal Chemistry Award der ACS.
- 2007: Aufnahme in die Ruhmeshalle der ACS.

## Arzneistoffentwicklung
Während seiner Zeit bei Schering synthetisierte und patentierte Topliss mit seinem Team innerhalb von zehn Jahren fünf Wirkstoffe, die später als Arzneimittel im Markt eingeführt wurden, namentlich Trichlormethiazid, Diazoxid, Halazepam, Quazepam und Flutamid.
Zu den bei Warner-Lambert in Topliss' Team entwickelten Arzneistoffen gehören der wirtschaftlich erfolgreiche ACE-Hemmer Quinapril (Accupril, USA 1991) und der Lipidsenker Atorvastatin (Lipitor, USA 1997). Lipitor war bis 2017 das umsatzstärkste Medikament weltweit.

## Publikationen (chronologisch)
- Margaret H. Sherlock, N. Sperber, J. Topliss: 3-Haloalkyl-dihydrobenzothiadiazine dioxides as potent diuretic agents. In: Experientia. Band 16, Nr. 5, Mai 1960, S. 184–185, doi:10.1007/BF02178974.
- Alan A. Rubin, Franklin E. Roth, Martin M. Winbury, John G. Topliss, Margaret H. Sherlock, Nathan Sperber, Jack Black: New Class of Antihypertensive Agents. In: Science. Band 133, Nr. 3470, 30. Juni 1961, S. 2067–2067, doi:10.1126/science.133.3470.2067.a.
- John G. Topliss, Margaret H. Sherlock, Frank H. Clarke, Maria C. Daly, Berit W. Pettersen, Janet Lipski, Nathan Sperber: 3-Substituted Dihydrobenzothiadiazine 1,1-Dioxides as Diuretic Agents 1. In: The Journal of Organic Chemistry. Band 26, Nr. 10, Oktober 1961, S. 3842–3850, doi:10.1021/jo01068a053.
- John G. Topliss, Margaret H. Sherlock, Hans Reimann, Leroy M. Konzelman, Elizabeth P. Shapiro, Berit W. Pettersen, Helen Schneider, Nathan Sperber: Antihypertensive Agents. I. Non-diuretic 2H-1,2,4-Benzothiadiazine 1,1-Dioxides. In: Journal of Medicinal Chemistry. Band 6, Nr. 2, März 1963, S. 122–127, doi:10.1021/jm00338a008.
- John G. Topliss, Maria C. Daly, Anet Lipski, Elizabeth P. Shapiro, Nathan Sperber: The Synthesis of Some Substituted m-Benzenedisulfonamides. In: Journal of Medicinal Chemistry. Band 6, Nr. 3, Mai 1963, S. 312–315, doi:10.1021/jm00339a022.
- John G. Topliss, Leroy M. Konzelman: 3,4-Dihydro-3-imino-2H-1,2,4-benzothiadiazine 1,1-Dioxides. In: The Journal of Organic Chemistry. Band 28, Nr. 9, September 1963, S. 2313–2319, doi:10.1021/jo01044a038.
- John G. Topliss, Leroy M. Konzelman, Elizabeth P. Shapiro: A Novel Elimination Reaction of o-Acylaminobenzenesulfonamides. In: The Journal of Organic Chemistry. Band 28, Nr. 10, Oktober 1963, S. 2595–2598, doi:10.1021/jo01045a027.
- John G. Topliss, Leroy M. Konzelman, Elizabeth P. Shapiro, Nathan Sperber, Franklin E. Roth: Antihypertensive Agents. II. 1 3-Substituted 2H-1,2,4-Benzothiadiazine 1,1-Dioxides. In: Journal of Medicinal Chemistry. Band 7, Nr. 3, Mai 1964, S. 269–273, doi:10.1021/jm00333a005.
- John G. Topliss, Leroy M. Konzelman, Nathan Sperber, Franklin E. Roth: Antihypertensive Agents. III. 1 3-Hydroxy-3-phenylphthalimidines. In: Journal of Medicinal Chemistry. Band 7, Nr. 4, Juli 1964, S. 453–456, doi:10.1021/jm00334a012.
- John G. Topliss, Elizabeth P. Shapiro, Robert I. Taber: Synthesis of Some Dibenzo[ b,f ][1,5]diazocines and Dibenzo[ b,f ][1,4]diazocines. In: Journal of Medicinal Chemistry. Band 10, Nr. 4, Juli 1967, S. 642–646, doi:10.1021/jm00316a026.
- John G. Topliss, Leroy M. Konzelman: Cyclic α,β-Unsaturated Ketones Related to Ethacrynic Acid. In: Journal of Pharmaceutical Sciences. Band 57, Nr. 5, Mai 1968, S. 737–740, doi:10.1002/jps.2600570503.
- Martin Steinman, John G. Topliss: Synthesis and Pharmacological Properties of Some Substituted 1,5-Benzodiazocin-2-ones. In: Journal of Pharmaceutical Sciences. Band 58, Nr. 7, Juli 1969, S. 830–832, doi:10.1002/jps.2600580706.
- John G. Topliss, Milton D. Yudis: .pi.-Substituent constants for the 2H-1,2,4-benzothiadiazine 1,1-dioxide system. In: Journal of Medicinal Chemistry. Band 15, Nr. 4, April 1972, S. 400–403, doi:10.1021/jm00274a018.
- John G. Topliss, Milton D. Yudis: Correlation of antihypertensive activity with structure in a series of 2H-1,2,4-benzothiadiazine 1,1-dioxides using the substituent constant approach. In: Journal of Medicinal Chemistry. Band 15, Nr. 4, April 1972, S. 394–400, doi:10.1021/jm00274a017.
- John G. Topliss: Utilization of operational schemes for analog synthesis in drug design. In: Journal of Medicinal Chemistry. Band 15, Nr. 10, Oktober 1972, S. 1006–1011, doi:10.1021/jm00280a002.
- John G. Topliss, Robert J. Costello: Chance correlations in structure-activity studies using multiple regression analysis. In: Journal of Medicinal Chemistry. Band 15, Nr. 10, Oktober 1972, S. 1066–1068, doi:10.1021/jm00280a017.
- Martin Steinman, John G. Topliss, Robert Alekel, Yee-Shing Wong, Eunice E. York: 1-Poly(fluoroalkyl)benzodiazepines. In: Journal of Medicinal Chemistry. Band 16, Nr. 12, Dezember 1973, S. 1354–1360, doi:10.1021/jm00270a008.
- John G. Topliss, Elliot L. Shapiro: Quantitative structure-activity relations in the .DELTA.6-6-substituted progesterone series. Reappraisal. In: Journal of Medicinal Chemistry. Band 18, Nr. 6, Juni 1975, S. 621–623, doi:10.1021/jm00240a020.
- John G. Topliss: A manual method for applying the Hansch approach to drug design. In: Journal of Medicinal Chemistry. Band 20, Nr. 4, April 1977, S. 463–469, doi:10.1021/jm00214a001.
- J. G. Topliss: ChemInform Abstract: A MANUAL METHOD FOR APPLYING THE HANSCH APPROACH TO DRUG DESIGN. In: Chemischer Informationsdienst. Band 8, Nr. 34, 23. August 1977, doi:10.1002/chin.197734395.
- John G. Topliss, Robert P. Edwards: Chance factors in studies of quantitative structure-activity relationships. In: Journal of Medicinal Chemistry. Band 22, Nr. 10, Oktober 1979, S. 1238–1244, doi:10.1021/jm00196a017.
- J. G. Topliss, R. P. Edwards: ChemInform Abstract: CHANCE FACTORS IN STUDIES OF QUANTITATIVE STRUCTURE‐ACTIVITY RELATIONSHIPS. In: Chemischer Informationsdienst. Band 11, Nr. 9, 4. März 1980, doi:10.1002/chin.198009381.
- John Topliss: Molecular Modeling in Drug Design. In: Journal of Medicinal Chemistry. Band 31, Nr. 12, Dezember 1988, S. 2229–2229, doi:10.1021/jm00120a600.
- John G. Topliss: Lipophilicity in Drug Action and Toxicology. In: Journal of Medicinal Chemistry. Band 39, Nr. 26, 1. Januar 1996, S. 5287–5288, doi:10.1021/jm960775b.
- Sharon Law-Davis, John Topliss: Perceptions of pre-service and graduate early childhood and primary teachers regarding their confidence in teaching Religious Education in Catholic primary schools. In: British Journal of Religious Education. Band 45, Nr. 1, 2. Januar 2023, S. 57–68, doi:10.1080/01416200.2022.2108001.